# ElPozo Murcie Fútbol Sala
Maillots
Le ElPozo Murcie Fútbol Sala, abrégé en ElPozo Murcie, est un club de futsal espagnol basé à Murcie et évoluant en première division espagnole.

## Histoire

### Débuts
ElPozo FS est le club de futsal d’une entreprise alimentaire: ElPozo. Créé en 1935, elle a son siège à Alhama de Murcia et est notamment spécialisée dans la charcuterie et exporte ses produits partout dans le monde. Le surnom du club et de ses joueurs, Los charcuteros (les charcutiers) tient de cela.
Le club murcian est créé en 1989 et remporte son premier titre de champion d'Espagne en 1992.

### Période faste
En 2005-2006, l'équipe remporte son second championnat d'Espagne, qualifiant pour la Coupe d'Europe.
Pour la Coupe de l'UEFA 2006-2007, ElPozo intègre la compétition directement au Tour élite grâce à son meilleur coefficient UEFA. Murcie remporte son groupe et accueille la finale à quatre. Les hôtes s'inclinent devant le tenant du titre, leur ennemi juré Interviú, en demies avant de devancer Charleroi pour la médaille de bronze. Sur le plan national, ElPozo conserve son titre de champion.
Entrant en lice au Tour élite de la Coupe de l'UEFA 2007-2008, ElPozo et son international italien Vinicius Bacaro se qualifient pour le Final four à Moscou où il élimine le tenant du titre chez lui, le Dinamo Moscou (1-1 tab 4-2). Pour sa première finale européenne, face aux russes du Viz Sinara Iekaterinburg, les Espagnols mènent trois fois au score mais s'inclinent aux tirs au but (4-4 tab 2-3).

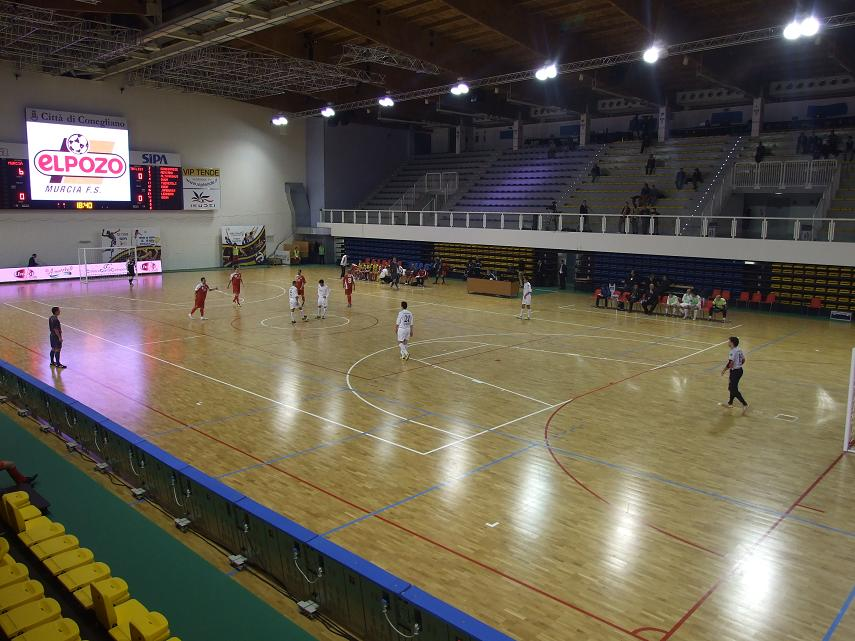
Match de Coupe UEFA 2009-10 contre Tbilissi.

### Absence de titres
En mai 2020, ElPozo perd sa seconde finale de Coupe d'Europe en s'inclinant contre un autre éternel rival : le FC Barcelone en Ligue des champions. Durant la saison 2019-2020, les Murcians perdent leurs quatre matchs face au Barça dont quatre dans des matchs à enjeux pour un titre : en Supercoupe (4-3), en championnat puis en demi-finale de Coupe d’Espagne (3-2).

## Résultats sportifs

### Titres et trophées
Le palmarès d'ElPozo comprend notamment cinq Championnats de LNFS (1998, 2006, 2007, 2009 et 2010), quatre Coupes d'Espagne (1995, 2003, 2008 et 2010) et six Supercoupes.
| Compétitions internationales | Compétitions nationales |
| --- | --- |
| - Coupe/Ligue des champions de l'UEFA - Finaliste : 2008 et 2020 - Troisième : 2007 - Coupe des champions européens - Troisième : 1999 - Coupe d'Europe des vainqueurs de coupe (1) - Vainqueur : 2004 - Coupe ibérique (1) - Vainqueur : 2007 | - Championnat d'Espagne (5) - Champion : 1998, 2006, 2007, 2009 et 2010 - Vice-champion : 1992, 2003, 2004, 2005, 2008, 2012, 2013, 2014, 2015 et 2019 - Coupe d'Espagne (4) - Vainqueur : 1995, 2003, 2008 et 2010 - Finaliste : 1994, 2002, 2007, 2009, 2011, 2013, 2014, 2016, 2017 et 2019 - Coupe du Roi (2) - Vainqueur : 2016, 2017 - Finaliste : 2012, 2013 et 2014 - Supercoupe d'Espagne (6) - Vainqueur : 1995, 2006, 2009, 2012, 2014 et 2016 - Finaliste : 1998, 2003, 2007, 2013, 2017 et 2019 |

### Bilan par saison
| Bilan saison après saison | Bilan saison après saison | Bilan saison après saison | Bilan saison après saison | Bilan saison après saison | Bilan saison après saison | Bilan saison après saison | Bilan saison après saison | Bilan saison après saison |
| Saison                    | Championnat               | Championnat               | Championnat               | Coupe d'Espagne           | Coupe du Roi              | Supercoupe d'Espagne      | Coupe d'Europe            | Coupe d'Europe            |
| Saison                    | Division                  | Phase régulière           | Phase finale              | Coupe d'Espagne           | Coupe du Roi              | Supercoupe d'Espagne      | Nom                       | Résultat                  |
| ------------------------- | ------------------------- | ------------------------- | ------------------------- | ------------------------- | ------------------------- | ------------------------- | ------------------------- | ------------------------- |
| 1989-1990                 | D1                        |                           | pas de play-offs          |                           | pas de compétition        |                           |                           |                           |
| 1990-1991                 | D1                        |                           | pas de play-offs          |                           | pas de compétition        |                           |                           |                           |
| 1991-1992                 | D1                        | Vice-champion             | pas de play-offs          |                           | pas de compétition        |                           |                           |                           |
| 1992-1993                 | D1                        |                           | pas de play-offs          |                           | pas de compétition        |                           |                           |                           |
| 1993-1994                 | D1                        |                           | pas de play-offs          | Finaliste                 | pas de compétition        |                           |                           |                           |
| 1994-1995                 | D1                        |                           | pas de play-offs          | Vainqueur                 | pas de compétition        |                           |                           |                           |
| 1995-1996                 | D1                        |                           |                           |                           | pas de compétition        | Vainqueur                 |                           |                           |
| 1996-1997                 | D1                        |                           |                           |                           | pas de compétition        |                           |                           |                           |
| 1997-1998                 | D1                        |                           | Champion                  |                           | pas de compétition        |                           |                           |                           |
| 1998-1999                 | D1                        |                           |                           |                           | pas de compétition        | Finaliste                 | C1                        | Troisième                 |
| 1999-2000                 | D1                        |                           |                           |                           | pas de compétition        |                           |                           |                           |
| 2000-2001                 | D1                        |                           |                           |                           | pas de compétition        |                           |                           |                           |
| 2001-2002                 | D1                        | 1er                       |                           | Finaliste                 | pas de compétition        |                           |                           |                           |
| 2002-2003                 | D1                        |                           | Finaliste                 | Vainqueur                 | pas de compétition        |                           |                           |                           |
| 2003-2004                 | D1                        |                           | Finaliste                 |                           | pas de compétition        | Finaliste                 | C2                        | Vainqueur                 |
| 2004-2005                 | D1                        | 1er                       | Finaliste                 |                           | pas de compétition        |                           |                           |                           |
| 2005-2006                 | D1                        | 1er                       | Champion                  |                           | pas de compétition        |                           |                           |                           |
| 2006-2007                 | D1                        | 1er                       | Champion                  | Finaliste                 | pas de compétition        | Vainqueur                 | C1                        | Troisième                 |
| 2007-2008                 | D1                        | 1er                       | Finaliste                 | Vainqueur                 | pas de compétition        | Finaliste                 | C1                        | Finaliste                 |
| 2008-2009                 | D1                        | 1er                       | Champion                  | Finaliste                 | pas de compétition        |                           |                           |                           |
| 2009-2010                 | D1                        | 1er                       | Champion                  | Vainqueur                 |                           | Vainqueur                 |                           |                           |
| 2010-2011                 | D1                        |                           |                           | Finaliste                 |                           |                           |                           |                           |
| 2011-2012                 | D1                        | 1er                       | Finaliste                 |                           | Finaliste                 |                           |                           |                           |
| 2012-2013                 | D1                        |                           | Finaliste                 | Finaliste                 | Finaliste                 | Vainqueur                 |                           |                           |
| 2013-2014                 | D1                        |                           | Finaliste                 | Finaliste                 | Finaliste                 | Finaliste                 |                           |                           |
| 2014-2015                 | D1                        |                           | Finaliste                 |                           |                           | Vainqueur                 |                           |                           |
| 2015-2016                 | D1                        |                           |                           | Finaliste                 | Vainqueur                 |                           |                           |                           |
| 2016-2017                 | D1                        |                           |                           | Finaliste                 | Vainqueur                 | Vainqueur                 |                           |                           |
| 2017-2018                 | D1                        |                           |                           |                           |                           | Finaliste                 |                           |                           |
| 2018-2019                 | D1                        |                           | Finaliste                 | Finaliste                 |                           |                           |                           |                           |
| 2019-2020                 |                           |                           |                           |                           |                           | Finaliste                 | C1                        | Finaliste                 |

## Structure du club

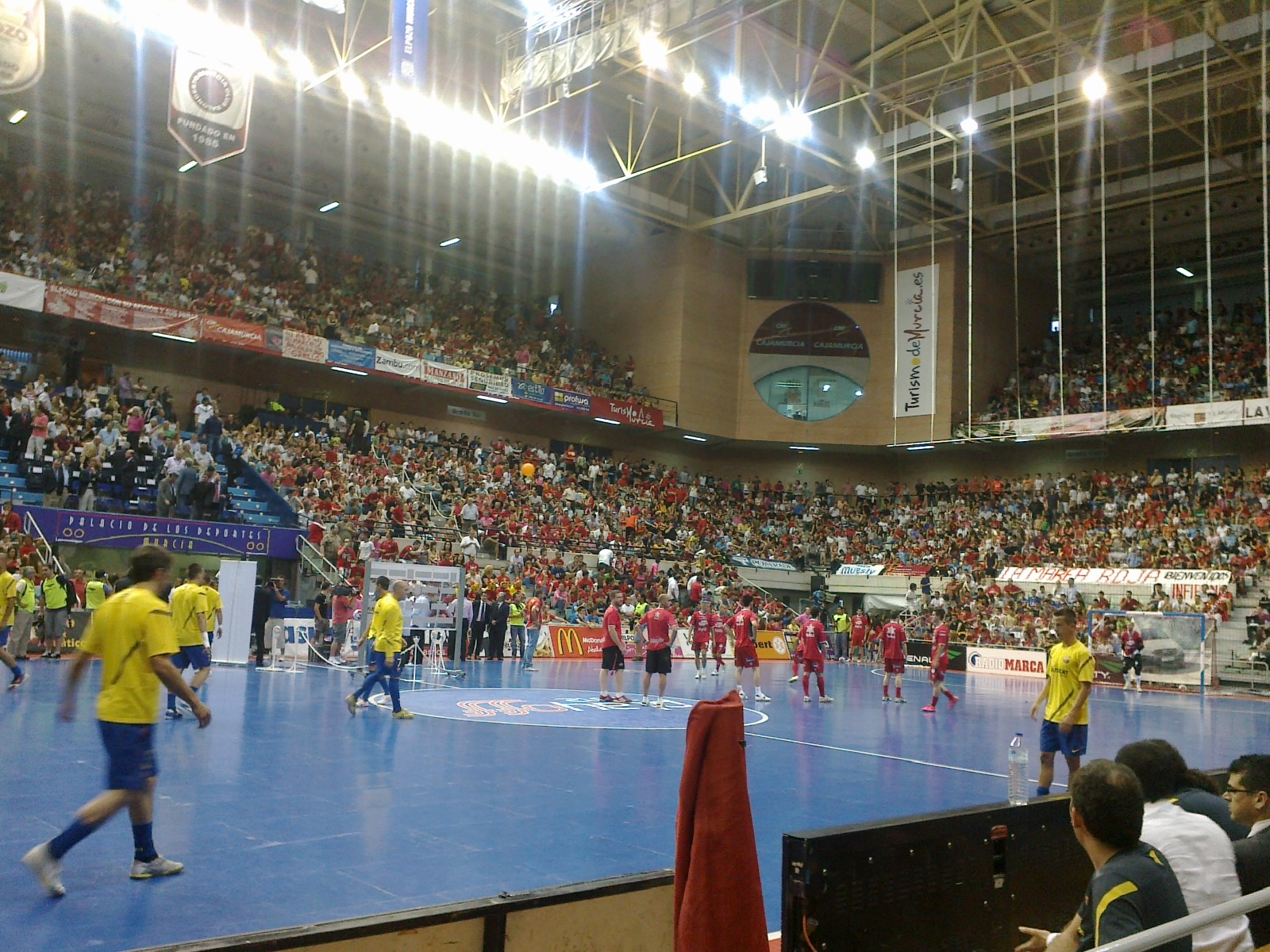
Elpozo Murcia au Palacio de los Deportes en 2012.

ElPozo FS évolue au Palacio Municipal de Deportes à Murcie, dont la capacités est de 7500 places assises et qu'elle partage avec l’UCAM Basket de Murcia.

## Personnalités

### Dirigeants et entraîneurs
Le club est présidé par José Antonio Bolarín[Quand ?].
En 2018, Diego Giustozzi, sélectionneur argentin champion du monde 2016, devient entraîneur du club.

### Joueurs

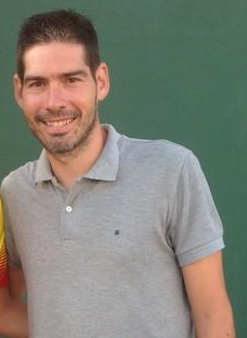
Kike en 2015.

L'international espagnol Kike Boned est reconnu meilleur joueur du monde en 2009 lors de son passage au club. Capitaine de l’équipe d’Espagne avec qui il est cinq fois champion d’Europe et deux fois champion du monde, il marque le club avec son numéro 13 durant plus de 400 matchs et 270 buts entre 2001 et 2014.
Arrivé en 2011, Miguel Sayago, alias Miguelín, devient le joueur phare du club de Murcia. L'ailier majorquin dépasse les cent sélections avec l’Espagne, est champion d’Europe 2012 et 2016 avec la Roja et participe à remporter les trois Supercoupes du club (2012, 2014 et 2016).
Né proche de Murcie et formé notamment au club, Alejandro Yepes porte le numéro 10 durant près de dix années et est apprécié des supporters. Champion en 2010, il devient international espagnol en 2016.
Le gardien Juanjo dispute plus de 200 matchs avec ElPozo entre 2002 et 2010, remporte notamment quatre titres de champion et les deux premiers podiums européens.

## Rivalités
Certaines oppositions face à des adversaires sont davantage suivis. Les rencontres sont surnommées « Classique » face à l’Inter FS et le « Derby maximum » face aux voisins du Cartagena Fútbol Sala.
Au force de s'affronter pour les titres, une rivalité naît avec le FC Barcelone. Fin 2020, les deux équipes totalisent douze finales l'un contre l'autre. Elles sont toutes remportées par le Barça. Lors de la saison 2019-2020, les Murcians perdent leurs quatre matchs face au Barça, dont trois dans des matchs à enjeux pour un titre : en Supercoupe, en Championnat, en demi-finale de Coupe d’Espagne et en finale de Ligue des champions.

## Autres équipes
Le ElPozo Ciudad de Murcia est une filiale du club. En 2020-2021, l'équipe évolue en seconde division qu'elle remporte en 2015-2016 et 2017-2018.